# Ixamatus candidus
Ixamatus candidus is een spinnensoort in de taxonomische indeling van de bruine klapdeurspinnen (Nemesiidae).
Ixamatus candidus werd in 1982 beschreven door Raven.